# KINI
Koordinaten: 43° 7′ 50″ N, 100° 54′ 2″ W
KINI 96.1 FM war ein US-amerikanischer Radiosender in Crookston, Cherry County, Nebraska. KINI sendete auf FM 96,1 MHz und nutzte einen 90-kW-Sender. Der Sender und die Frequenz werden seit dem Sommer 2017 von KOYA Radio verwendet.

## Geschichte
Betrieben wurde der Sender von der St. Francis Mission, einer 1886 gegründete Einrichtung der Jesuiten, in der Gemeinde St. Francis. Das Motto der Station lautete „The voice of St. Francis“. Der Sender sendete ein Programm in der Sprache der Sioux-Ureinwohner und in Englisch.
Die Radiostation richtete sich 30 Jahre lang an die Bewohner von der Rosebud Indian Reservation. Das Programm bestand aus einem Mix aus Evangelisation, religiösen Programmen, lokalen Nachrichten aus dem Leben des Reservats und Übertragungen von lokalen Sportereignissen und Musik.
Die Radiostation wurde im Sommer 2017 von der Missionsstation an den Rosebud Sioux Stamm für einen symbolischen Preis von einem Dollar verkauft. Der Sender strahlt seitdem das Programm von KOYA Radio aus. Der Missionsstation werden 15 Stunden Sendezeit pro Woche zur Verfügung gestellt. Die Angestellten von KINI wurden von der Stammesregierung übernommen. Man erhofft sich durch die Zusammenlegung einen besseren Service besonders in der Sprache Lakota anbieten zu können. Der Kaufvertrag schließt auch die Sendeanlage und das Grundstück in Nebraska mit ein. Durch die Zusammenlegung ist es KOYA Radio nun möglich Werbeeinnahmen zu generieren, da im Gegensatz zu KOYA, KINI über eine entsprechende Lizenz verfügte und die Frequenz 96,1 MHz dies zulässt.
Die Sendeantennen sind auf einem Mast in Höhe von 152 Meter (498,7 Foot) angebracht. Vor der Entstehung des Radiosenders KOYA Radio 2011 war sie die einzige Station, die sich an die Bevölkerung von Rosebud richtete. Aus lizenzrechtlichen Gründen wurde die Station in Nebraska außerhalb des Reservats errichtet, obwohl sich die Missionsstation auf Reservatsgebiet befindet.
Laut eigenen Informationen hatte die Station 20.000 regelmäßige Zuhörer.